# Izabela Zając-Gawlak
Izabela Barbara Zając-Gawlak (ur. 13 czerwca 1974) – polska fizjoterapeutka i antropolożka fizyczna, specjalistka gerontologii, prorektorka Akademii Wychowania Fizycznego im. Jerzego Kukuczki w Katowicach.

## Życiorys
Izabela Zając-Gawlak ukończyła na Akademii Wychowania Fizycznego w Katowicach studia w zakresie wychowania fizycznego (1997) oraz fizjoterapii (2001). W 2005 na Akademii Wychowania Fizycznego w Krakowie uzyskała stopień doktora nauk o kulturze fizycznej w zakresie antropologii na podstawie napisanej pod kierunkiem Krzysztofa Kaczanowskiego dysertacji Przebieg procesów inwolucyjnych u kobiet i mężczyzn w zależności od trybu życia ze szczególnym uwzględnieniem aktywności ruchowej. W 2022 na AWF w Katowicach otrzymała stopień doktor habilitowanej w dziedzinie nauk medycznych i nauk o zdrowiu, dyscyplina nauki o kulturze fizycznej, przedstawiwszy dzieło Aktywność fizyczna oraz budowa somatyczna i skład ciała słuchaczek uniwersytetu trzeciego wieku w obserwacji rocznej i po 7 latach.
Od 1998 związana zawodowo z AWF w Katowicach; wykładowczyni w Katedrze Wychowania Fizycznego i Adaptowanej Aktywności Fizycznej Wydziału Wychowania Fizycznego. Prorektorka do spraw dydaktyki i studentów w kadencji 2024–2028.
W latach 1997–2006 pracowała także w Międzyszkolnym Ośrodku Sportowym w Katowicach jako nauczycielka wychowania fizycznego oraz instruktorka gimnastyki korekcyjnej. Działa na rzecz promocji zdrowego starzenia wśród seniorów.

## Publikacje książkowe
- Izabela Zając-Gawlak, Aktywność fizyczna oraz budowa somatyczna i skład ciała słuchaczek uniwersytetu trzeciego wieku w obserwacji rocznej i po 7 latach, Katowice: Wydawnictwo Akademii Wychowania Fizycznego w Katowicach, 2020, ISBN 978-83-66308-32-9, OCLC 1236070380. Brak numerów stron w książce